# Гримсби
Гримсби (англ. Grimsby) — город и порт в церемониальном графстве Линкольншир в Англии, административный центр унитарной единицы Северо-Восточный Линкольншир.

## География
Город расположен на северо-востоке Англии на побережье эстуария Хамбер Северного моря в 170 милях на север от Лондона.

## Экономика
Основными отраслями экономики города являются порты и логистика, пищевая промышленность, в частности, производство замороженных продуктов и переработка рыбы, химическая и перерабатывающая промышленность, а также цифровые медиа. В Клитхорпсе, расположенном на востоке, развита туристическая индустрия. На западе, вдоль берега Хамбера до Иммингема, с 1950-х годов ведется крупномасштабная промышленная деятельность, связанная с производством химикатов, а с 1990-х годов — с производством электроэнергии на основе газа.

### Доки

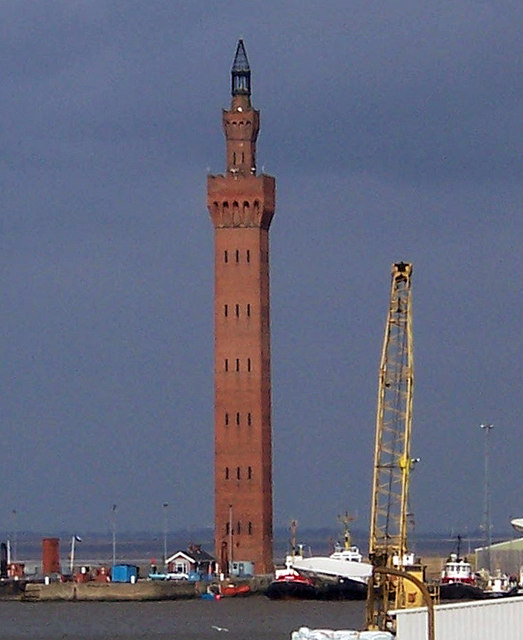
Башня дока Гримсби

Порт Гримсби используется со времен средневековья. Первый закрытый док, позже известный как Старый док, был построен в 1790-х годах компанией Grimsby Haven Company. Порт был сильно расширен с появлением железных дорог и строительством Королевского дока в Гримсби в 1840-х годах. Рыбный док был достроен в 1857 году, и в течение следующих 80 лет рыбные доки продолжали расстраиваться. В 1880-х годах Старый док был расширен и превратился в док Александра. Касба — исторический район города между Королевским доком и Рыбным доком, это сеть улиц, где по-прежнему располагается множество ремесленных и рыбоперерабатывающих предприятий.

## Спорт
В городе базируется профессиональный футбольный клуб «Гримсби Таун», выступающий в сезоне 2010/2011 в Национальной Конференции. «Гримсби Таун» принимает соперников на стадионе Блюнделл Парк (9 тыс. зрителей).

## Города-побратимы
- Тромсё, Норвегия (1961)
- Бремерхафен, Германия (1963)
- Банжул, Гамбия
- Дьеп, Франция
- Акюрейри, Исландия (2007)[3]
- Чернобыль, Украина